# Campeonato Uruguayo de Primera División "B" 1944
El Campeonato Uruguayo de Segunda División 1944 fue la tercera edición del torneo de segunda categoría profesional del fútbol de Uruguay. El campeón fue Rampla Juniors, que ascendió a la Primera División.

## Participantes

### Ascensos y descensos
| Equipo      | Ascendido como                      |
| ----------- | ----------------------------------- |
| River Plate | Campeón de la Segunda División 1943 |

| Equipo         | Descendido como           |
| -------------- | ------------------------- |
| Rampla Juniors | 10° Primera División 1944 |

## Posiciones
| Pos. | Equipo         | Pts. | PJ | PG | PE | PP | GF | GC | Dif. |
| ---- | -------------- | ---- | -- | -- | -- | -- | -- | -- | ---- |
| 1º   | Rampla Juniors | 27   | 14 | 13 | 1  | 0  | 66 | 12 | +54  |
| 2º   | Cerro          | 18   | 14 | 7  | 4  | 3  | 34 | 22 | +12  |
| 3º   | Bella Vista    | 18   | 14 | 9  | 0  | 5  | 26 | 17 | +9   |
| 4º   | Progreso       | 17   | 14 | 7  | 3  | 4  | 30 | 20 | +10  |
| 5º   | Danubio        | 14   | 14 | 6  | 2  | 6  | 24 | 33 | -9   |
| 6º   | Fénix          | 12   | 14 | 4  | 4  | 6  | 21 | 38 | -17  |
| 7º   | San Carlos     | 4    | 14 | 1  | 2  | 11 | 14 | 43 | -29  |
| 8º   | Colón          | 2    | 14 | 1  | 0  | 13 | 11 | 41 | -30  |

|  | Asciende a Primera División |
|  | Desciende a Intermedia      |

## Resultados
| Danubio        | 2 – 1 | Fénix      |
| Rampla Juniors | 4 – 0 | Colón      |
| Bella Vista    | 2 – 1 | San Carlos |
| Progreso       | 2 – 0 | Cerro      |

| Rampla Juniors | 1 – 0 | Bella Vista |
| Danubio        | 1 – 1 | Progreso    |
| Fénix          | 4 – 3 | Colón       |
| Cerro          | 0 – 0 | San Carlos  |

| Rampla Juniors | 9 – 0 | San Carlos |
| Bella Vista    | 1 – 0 | Colón      |
| Progreso       | 1 – 1 | Fénix      |
| Cerro          | 4 – 2 | Danubio    |

| Rampla Juniors | 2 – 1 | Progreso |
| Bella Vista    | 3 – 1 | Danubio  |
| Cerro          | 3 – 3 | Fénix    |
| San Carlos     | 2 – 1 | Colón    |

| Rampla Juniors | 8 – 1 | Fénix      |
| Bella Vista    | 3 – 1 | Cerro      |
| Danubio        | 3 – 1 | San Carlos |
| Progreso       | 4 – 3 | Colón      |

| Colón          | 1 – 2 | Danubio    |
| Bella Vista    | 1 – 0 | Fénix      |
| Rampla Juniors | 6 – 2 | Cerro      |
| Progreso       | 4 – 2 | San Carlos |

| Rampla Juniors | 8 – 1 | Danubio     |
| Progreso       | 3 – 1 | Bella Vista |
| Cerro          | 5 – 0 | Colón       |
| Fénix          | 2 – 1 | San Carlos  |

| Fénix      | 3 – 2 | Danubio        |
| Colón      | 0 – 8 | Rampla Juniors |
| San Carlos | 0 – 3 | Bella Vista    |
| Cerro      | 1 – 0 | Progreso       |

| Bella Vista | 1 – 3 | Rampla Juniors |
| Progreso    | 2 – 0 | Danubio        |
| Colón       | 0 – 1 | Fénix          |
| San Carlos  | 2 – 3 | Cerro          |

| San Carlos | 0 – 4 | Rampla Juniors |
| Colón      | 0 – 3 | Bella Vista    |
| Fénix      | 1 – 1 | Progreso       |
| Danubio    | 2 – 2 | Cerro          |

| Progreso | 4 – 5 | Rampla Juniors |
| Danubio  | 2 – 1 | Bella Vista    |
| Fénix    | 0 – 7 | Cerro          |
| Colón    | 2 – 1 | San Carlos     |

| Fénix      | 1 – 4 | Rampla Juniors |
| Cerro      | 2 – 1 | Bella Vista    |
| San Carlos | 2 – 4 | Danubio        |
| Colón      | 0 – 1 | Progreso       |

| Danubio    | 2 – 1 | Colón          |
| Fénix      | 2 – 4 | Bella Vista    |
| Cerro      | 1 – 1 | Rampla Juniors |
| San Carlos | 1 – 5 | Progreso       |

| Danubio     | 0 – 3 | Rampla Juniors |
| Bella Vista | 2 – 1 | Progreso       |
| Colón       | 0 – 3 | Cerro          |
| San Carlos  | 1 – 1 | Fénix          |